# Wieglitz
Wieglitz is een plaats en voormalige gemeente in de Duitse deelstaat Saksen-Anhalt, en maakt deel uit van de Landkreis Börde.
Wieglitz telt 188 inwoners.